# Deposición física de vapor

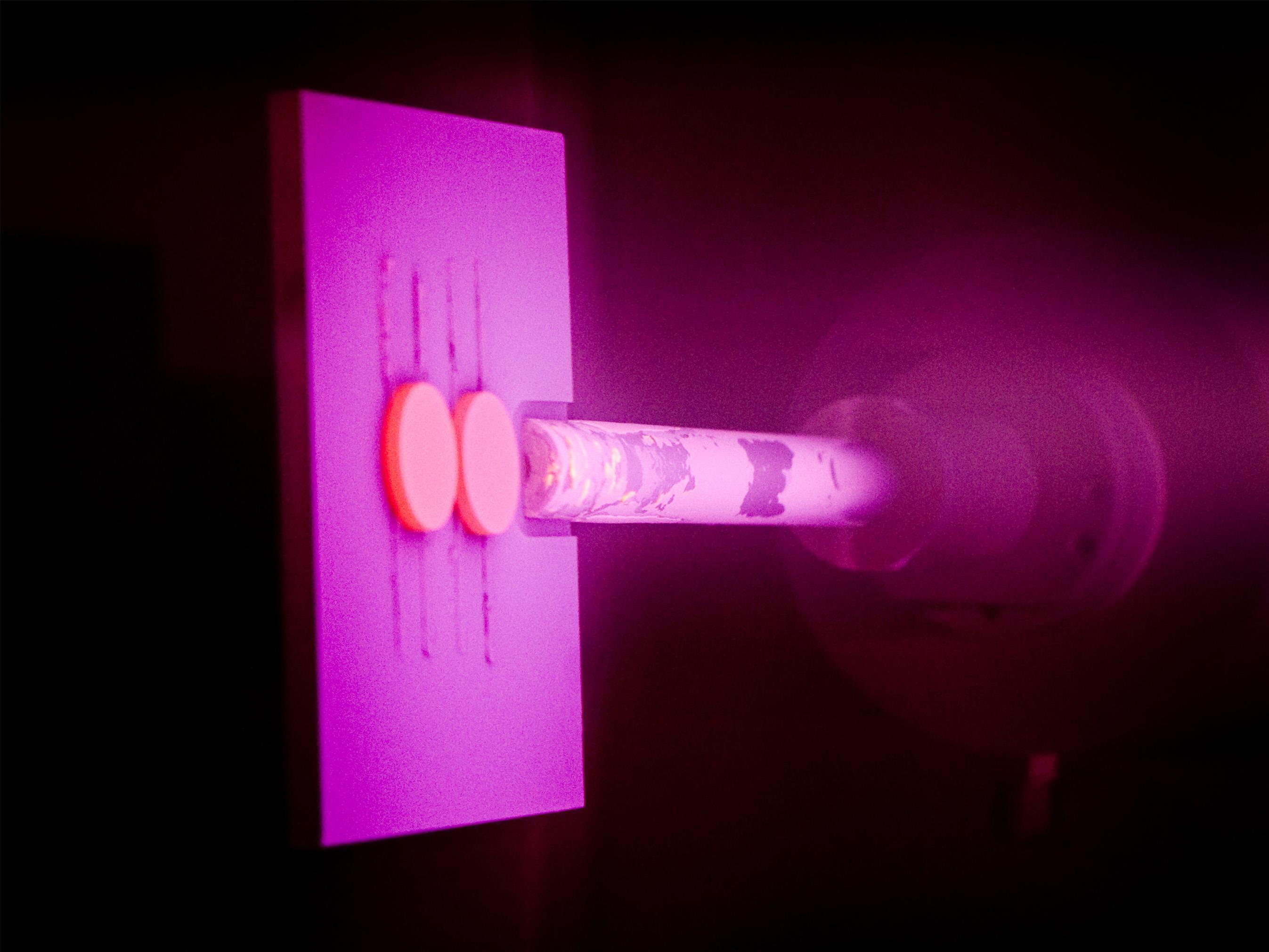
Dentro de la cámara de deposición física de vapor por pulverización de plasma (PS-PVD), el polvo de cerámica se introduce en la llama de plasma, que lo vaporiza y luego lo condensa en la pieza de trabajo (más fría) para formar el revestimiento de cerámica.

diagrama de flujo del proceso PVD (en inglés)

La deposición física de vapor (en inglés: Physical vapor deposition, abreviado PVD), a veces llamada transporte físico de vapor (en inglés: physical vapor transport, PVT), describe una variedad de métodos de deposición al vacío que se pueden usar para producir películas delgadas y recubrimientos en sustratos que incluyen metales, cerámica, vidrio y polímeros. PVD se caracteriza por un proceso en el que el material pasa de una fase condensada a una fase de vapor y luego vuelve a una fase condensada de película delgada. Los procesos de PVD más comunes son la pulverización catódica y la evaporación. El PVD se utiliza en la fabricación de artículos que requieren películas delgadas para funciones ópticas, mecánicas, eléctricas, acústicas o químicas. Los ejemplos incluyen dispositivos semiconductores tales como células solares de película fina,  dispositivos microelectromecánicos como resonadores acústicos a granel de película delgada, película de Tereftalato de polietileno (PET) aluminizado para envases de alimentos y globos,, y herramientas de corte recubiertas de nitruro de titanio para trabajar metales. Además de las herramientas de PVD para la fabricación, se han desarrollado herramientas especiales más pequeñas utilizadas principalmente con fines científicos.
El material de origen también se deposita inevitablemente en la mayoría de las demás superficies interiores de la cámara de vacío, incluidos los accesorios utilizados para sujetar las piezas. Esto se le conoce como sobrepaso.